# Stenoonops reductus
Stenoonops reductus är en spindelart som först beskrevs av Bryant 1942.  Stenoonops reductus ingår i släktet Stenoonops och familjen dansspindlar.
Artens utbredningsområde är Jungfruöarna. Inga underarter finns listade i Catalogue of Life.